# Semeljci
 Semeljci  è un comune della Croazia di 4 858 abitanti della Regione di Osijek e della Baranja.